# Juan José de Amézaga
Juan José de Amézaga Landabaso (Montevideo, 28 de enero de 1881 - Montevideo, 20 de agosto de 1956) fue un político y jurista uruguayo. Ejerció como presidente de Uruguay desde el 1 de marzo de 1943 hasta el 1 de marzo de 1947.

## Biografía
Nació en la ciudad de Montevideo, en el hogar constituido por Juan José Amézaga y Josefa Landabaso, ambos originarios de la provincia española de Vizcaya.
Realizó sus estudios en la Facultad de Derecho y Ciencias Sociales y recibió el título de abogado en 1905. Sus altas calificaciones le permitieron obtener una beca para continuar estudios en Europa, de acuerdo a la política impulsada por el batllismo. Viajó a Francia en 1906 y permaneció durante todo ese año y el siguiente, cursando estudios en la Sorbona y en la Universidad de Berlín,[cita requerida] entrando en contacto con las experiencias sociales y políticas europeas, lo que lo aproximó al pensamiento de José Batlle y Ordóñez.
A su regreso se dedicó de lleno a su profesión y a la docencia. Fue catedrático de Filosofía en Enseñanza Secundaria e impartió clases de Derecho Civil y Derecho Penal. En aquellos años escribió abundantemente sobre temas jurídicos, publicando folletos y colaborando en dos prestigiosas revistas: "Revista de Derecho y Ciencias Sociales" y "Revista de Derecho, Jurisprudencia y Administración",[cita requerida] siendo nombrado Director Honorario de la Biblioteca Universitaria de Derecho y miembro del Consejo Directivo de la Facultad.
En 1907 se unió en matrimonio con Celia Álvarez Mouliá, naciendo dos hijos: Juan José y Celia.
Vinculado al Partido Colorado, presentó su candidatura a la diputación por el departamento de Durazno en 1908, con 27 años, y tuvo el apoyo explícito de José Batlle y Ordóñez. Logrando el cargo, se desempeñó en este hasta 1915. Fue asimismo presidente del Banco de Seguros del Estado entre 1917 y 1933, renunciando al producirse el golpe de Estado de Gabriel Terra.
Integró el Consejo de Estado de 1942, encargado de redactar la Constitución de 1942.
Conquistó la presidencia con respaldo de batllistas y baldomiristas, manteniendo la línea estatista y normalizando la situación política tras los golpes de Gabriel Terra y de Alfredo Baldomir. Su compañero de fórmula fue Alberto Guani.
Al finalizar su mandato, se retiró a la vida familiar, aunque se mantuvo activo en el campo del Derecho. Falleció en Montevideo, el 20 de agosto de 1956 a los 75 años de edad.

## Actuación Política
Su desempeño como legislador (1908-1915) tuvo singular brillo: presentó leyes sobre pensiones a la vejez, accidentes de trabajo, salario de la mujer casada y reorganización de la asistencia pública nacional

Fue designado por el presidente Feliciano Viera Ministro de Industrias en 1915, cargo que ocupó durante un año y desde el cual impulsó iniciativas trascendentes (aprovechamiento de los recursos hídricos,[cita requerida] obras de irrigación, Ley Orgánica del Correo). Fue también brevemente embajador en Argentina en julio de 1916.
Su oposición al proyecto colegialista de José Batlle y Ordóñez lo alejó de quien había sido su mentor y de su grupo, quedando como un colorado independiente.
El 31 de marzo de 1933 el presidente Gabriel Terra, con apoyo del herrerismo[cita requerida], dio un golpe de Estado; Amézaga se alejó del terrismo, del que había actuado en franca proximidad. Pero la administración de Alfredo Baldomir buscó y encontró su colaboración, cuando el presidente explicitó su acuerdo de reformar la Constitución, designando una Comisión de Reforma Constitucional y el presidente de la misma fue el Dr. Juan José de Amézaga. Ante la imposibilidad de reformar la Constitución, en febrero de 1942, Alfredo Baldomir dio un golpe de Estado. Como era tradicional en las dictaduras de Uruguay, se nombró un Consejo de Estado, y Amézaga aceptó integrarlo.
La reforma constitucional se plebiscitó en noviembre de ese año, con el retorno a la democracia, junto a las elecciones nacionales y resultó aprobado por una mayoría abrumadora. En ese elecciones la fórmula colorada Amézaga-Guani con el lema “Amézaga, candidato de la democracia” derrotó a las demás y se consagró electa para asumir la presidencia.

### Presidencia
Asumió la presidencia de Uruguay el 1° de marzo de 1943. El gobierno estuvo apoyado en una coalición con un gabinete integrado por tres ministros batllistas, tres baldomiristas, un nacionalista independiente y dos independientes de confianza personal del presidente.
Siendo Presidente de la República, normalizó la situación política del país tras los golpes de Estado. Llegó a ser un gran impulsor de las obras públicas de Estado, con lo que logró abatir enormemente los índices de desocupación.[cita requerida]
Amézaga desarrolló una agenda legislativa orientada el reequilibro de las relaciones económicas y sociales. Fueron aprobadas las leyes de Consejos de Salarios, asignaciones familiares, salario mínimo para ciertas ocupaciones industriales, licencia anual, indemnización por despido, estatuto del trabajador rural y la muy postergada Ley de Derechos Civiles de la Mujer.
En política internacional Amézaga se alineó abiertamente con Estados Unidos, mejorando la política internacional del país que en aquel momento predominaba sus lazos con el Reino Unido. Respecto a política exterior el gobierno de Amézaga había formulado una doctrina intervencionista, en noviembre de 1945, inmortalizada como doctrina Larreta, en honor al nombre del canciller de aquel momento, Eduardo Rodríguez Larreta. La doctrina llamada como "Paralelismo entre la Democracia y la Paz" tenía como tesis fundamental que la paz solo puede asentarse en la existencia de países plenamente democráticos, por lo que impulsaba al rechazo y exclusión de la comunidad internacionales a los estados con gobiernos de corte totalitario o que "pongan en riesgo a la democracia". Rechazada por la mayoría de los países americanos pero adherida por los Estados Unidos. Como ejemplo, el 4 de junio de 1946, cuando Perón asumió la presidencia, no se envió al canciller como lo hicieron los demás países de la región.

Juan José de Amézaga pateando una pelota en la reinauguración del Gran Parque Central. 1944.

En 1945 se produjo una reconfiguración de la coalición de gobierno como consecuencia de un escándalo derivado de una interpelación del diputado herrerista Francisco Gilmet al ministro de Hacienda, Héctor Álvarez Cina. En esa instancia, se formularon denuncias contra miembros del gobierno por realizaciones de actividades comerciales o industriales a partir de su posición pública. Los acusados fueron los ministros de Hacienda, Relaciones Exteriores y Salud Pública, el presidente de la UTE, el director del Banco República, el contador general de la Nación, y el propio hijo del presidente. El escándalo motivó la renuncia de los ministros José Serrato y Adolfo Folle Joanicó y la salida del baldomirismo del gobierno. El presidente Amézaga enfrentó la crisis nombrando un nuevo gabinete con participación del blancoacevedismo, sector excluido anteriormente por sus vínculos con la dictadura de Terra y el herrerismo. La oferta de Amézaga provocó la fractura del sector blancoacevedista (ocho de sus legisladores se opusieron), pero el sector terminó aceptando los ministerios de Industria e Instrucción Pública. Las denuncias contra el gobierno dañaron su imagen y le restaron confianza, lo cual se vería reflejado en los de la siguiente elección.
El 21 de febrero de 1945 el gobierno uruguayo declaró la guerra a Alemania y Japón, con el conflicto bélico a punto de finalizar.
Durante el período de su gobierno, solicitó a su amigo Aarón de Anchorena que donara su establecimiento ubicado en el departamento de Colonia al gobierno uruguayo para servir como residencia presidencial, y este accedió a su solicitud.

### Gabinete de gobierno
| Ministerio                             | Nombre                    | Períod      |
| -------------------------------------- | ------------------------- | ----------- |
| Interior                               | Héctor Gerona             | 1943 - 1944 |
| Interior                               | Juan Carbajal Victorica   | 1944 - 1947 |
| Relaciones Exteriores                  | José Serrato              | 1943 - 1945 |
| Relaciones Exteriores                  | Eduardo Rodríguez Larreta | 1945 - 1947 |
| Economía y Finanzas                    | Ricardo Cossio            | 1943        |
| Economía y Finanzas                    | Héctor Álvarez Cina       | 1943 - 1947 |
| Defensa Nacional                       | Alfredo Campos            | 1943 - 1946 |
| Defensa Nacional                       | Pedro Munar               | 1946 - 1947 |
| Instrucción Pública y Previsión Social | Luis Mattiauda            | 1943 - 1945 |
| Instrucción Pública y Previsión Social | Daniel Castellanos        | 1945 - 1946 |
| Instrucción Pública y Previsión Social | Juan Carbajal Victorica   | 1946 - 1947 |
| Obras Públicas                         | Tomás Berreta             | 1943 - 1945 |
| Obras Públicas                         | Federico Capurro          | 1945 - 1946 |
| Obras Públicas                         | César Mayo Gutiérrez      | 1946 - 1947 |
| Industria y Trabajo                    | Javier Mendivil           | 1943 - 1945 |
| Industria y Trabajo                    | Rafael Schiaffino         | 1945 - 1947 |
| Salud Pública                          | Adolfo Folle Joanicó      | 1943 - 1945 |
| Salud Pública                          | Francisco Forteza         | 1945 - 1946 |
| Salud Pública                          | Enrique Claveaux          | 1946 - 1947 |
| Ganadería, Agricultura y Pesca         | Arturo González Vidart    | 1943 - 1945 |
| Ganadería, Agricultura y Pesca         | Gustavo Gallinal          | 1945 - 1947 |

| Predecesor: Alfredo Baldomir | Presidente de Uruguay 1 de marzo de 1943-1 de marzo de 1947 | Sucesor: Tomás Berreta |

## Obras
- “Sobre enseñanza del Derecho Penal en la Universidad de Montevideo. Exposición de motivos de un programa de esta asignatura. Prólogo del Dr. Carlos M. de Pena” (1908)

- “De las nulidades en general (tesis calificada de sobresaliente por unanimidad). Prólogo del Dr. José A. de Freitas” (1909)

- “Culpa aquiliana, Lecciones del curso de Derecho Civil” (1914)

- “Apuntes taquigráficos del segundo curso de Derecho Civil" (1929)[10]